# Kostelecké Horky
Pour les articles homonymes, voir Horky.
Kostelecké Horky (en allemand : Horka bei Adlerkosteletz) est une commune du district de Rychnov nad Kněžnou, dans la région de Hradec Králové, en Tchéquie. Sa population s'élevait à 161 habitants en 2022.

## Géographie
Kostelecké Horky se trouve à 6 km au nord-nord-ouest de Choceň, à 14 km au sud-sud-ouest de Rychnov nad Kněžnou, à 33 km au sud-est de Hradec Králové et à 127 km à l'est de Prague.
La commune est limitée par Kostelec nad Orlicí au nord, par Svídnice, Krchleby et Borovnice à l'est, par Skořenice et Bošín au sud, et par Plchovice et Čermná nad Orlicí à l'ouest.

## Histoire
La première mention écrite de la localité date de 1342.

## Transports
Par la route, Kostelecké Horky se trouve à 12 km de Kostelec nad Orlicí, à 19 km de Rychnov nad Kněžnou, à 41 km de Hradec Králové et à 149 km de Prague.